# LeSean McCoy
Pour les articles homonymes, voir McCoy.
(en) Statistiques sur pro-football-reference
 LeSean McCoy  est un sportif professionnel américain de football américain, né le 12 juillet 1988 à Harrisburg (Pennsylvanie) ayant joué au poste de running back dans la National Football League (NFL) pendant douze saisons.

## Biographie

### Carrière universitaire
Il  effectue sa carrière universitaire chez les Panthers de Pittsburgh en 2007 et 2008. Après ses deux saisons obligatoires, il se déclare éligible pour la Draft 2009.

### Carrière professionnelle

#### Eagles de Philadelphie (2009-2014)

##### 2009
Il est sélectionné en 53e choix global lors du 2e tour de la draft 2009 par la franchise des Eagles de Philadelphie. Bien qu'en concurrence avec le titulaire Brian Westbrook, LeSean s'impose au fur et à mesure de sa première saison. Il la termine en s'octroyant le record de sa franchise du nombre de yards gagnés à la course par un rookie (637 yards).

##### 2010
En 2010, Brian Westbrook étant libéré par les Eagles, il devient titulaire indiscutable de son équipe au poste de running back, et termine la saison en dépassant les 1 000 yards gagnés à la course.

##### 2011
En 2011, ses performances continuent de s'améliorer malgré la saison en demi-teinte de son équipe. Son faible ratio de fumbles concédés est notamment l'un de ses plus grands atouts. Il termine la saison en battant le record de son équipe du plus grand nombre de touchdowns inscrits à la course en une saison (17 touchdowns). Ce record, vieux de plus de 65 ans, était détenu jadis par Steve Van Buren. Ces bonnes performances lui permettent d'être désigné pour le Pro Bowl et lui valent un nouveau contrat de 5 ans pour un montant  de 45 millions de dollars.

##### 2012
Sa saison 2012 est plutôt mauvaise et à l'image de celle de son équipe. Il ne parvient pas à réitérer ses performances de l'année précédente et termine loin de la barre des 1 000 yards. Il n'inscrit que deux touchdowns à la course, soit un de moins que ceux inscrits en réception.

##### 2013

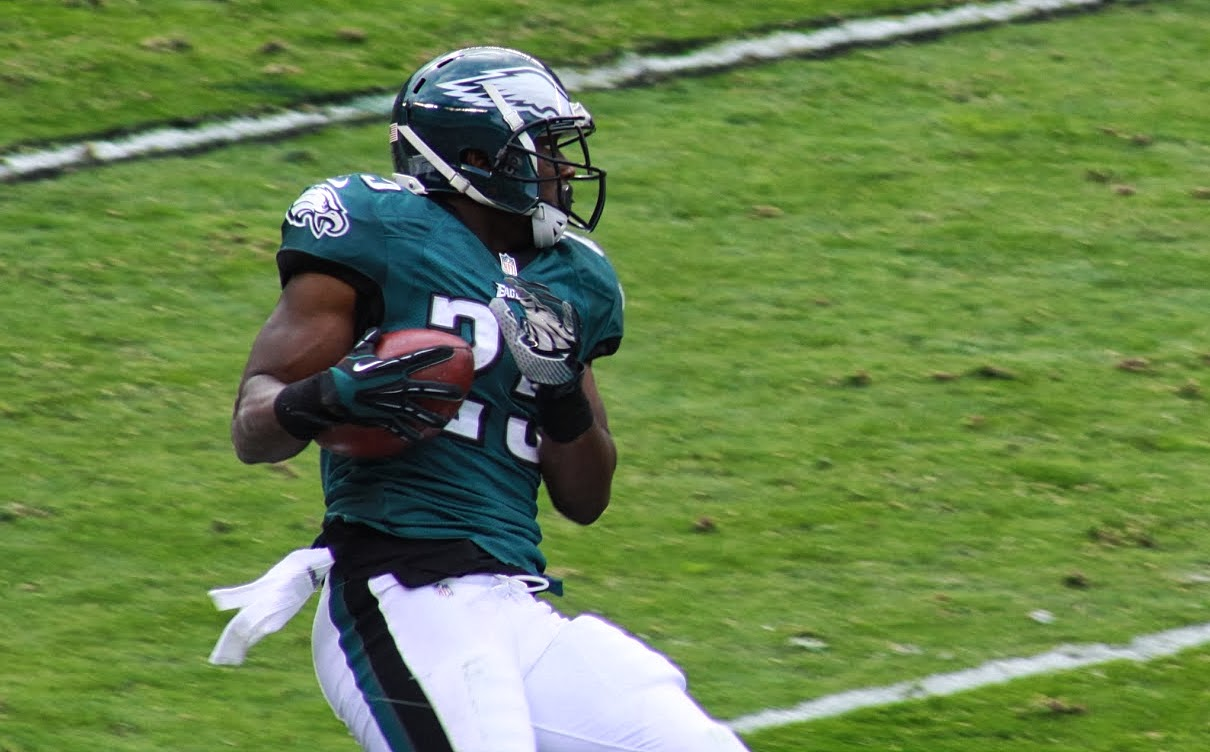
McCoy en 2013.

Le grand changement pour les Eagles en 2013 est l'arrivée de Chip Kelly comme entraîneur principal, celui-ci étant plus porté sur l'attaque. Dès le premier match de la saison, le changement se fait sentir. Lors de la victoire face aux Redskins de Washington, McCoy porte 31 fois le ballon pour un gain cumulé de 184 yards tout en inscrivant 1 touchdown. Cette performance lui vaut d'être désigné meilleur coureur NFL de la semaine. Lors du match suivant, il ne court que 11 fois pour un gain cumulé de 51 yards, mais réussit cinq réceptions pour un gain supplémentaire de 114 yards. Le match suivant, il dépasse encore les 150 yards gagnés à la course malgré la défaite face aux Chiefs de Kansas City (dirigée par son ancien entraîneur Andy Reid). Il dépasse une troisième fois les 150 yards lors de la victoire face aux Packers de Green Bay en 10e semaine.
Le 8 décembre en 14e semaine, les Eagles affrontent les Lions de Détroit alors que le terrain est recouvert par plus de 20 centimètres de neige. L'attaque par la passe étant en difficulté à la suite de ces conditions météorologiques, McCoy est principalement utilisé. Il termine avec 217 yards gagnés en 29 courses et inscrit deux touchdowns. Cette performance lui permet de battre le record du plus grand nombre de yards gagnés à la course par un joueur des Eagles en un match, l'ancien record étant de 207 yards par Steve Van Buren en 1948. Il permet à son équipe de gagner le match et est de nouveau désigné meilleur coureur NFL de la semaine. Il finit ensuite la saison en gagnant respectivement 133 et 131 yards lors des deux derniers matchs de la saison.
En fin de saison, il cumule le plus grand nombre de courses (314) et de yards gagnés à la course (1 607) de sa carrière. Il obtient une moyenne de plus de 100 yards gagnés à la course par match. Il aura inscrit neuf touchdowns à la course et deux à la réception tout en ne concédant qu'un seul fumble. Il termine ainsi meilleur joueur NFL en termes de yards gagnés à la course et reçoit sa deuxième sélection au Pro Bowl.

##### 2014
En 2004, McCoy effectue 312 courses pour un gain cumulé de 1 319 yards, ce qui le classe troisième running back de la saison NFL après DeMarco Murray et Le'Veon Bell et en enregistrant quatre matchs avec au moins 100 yards gagnés à la course. Cependant, il n'inscrit que cinq touchdowns, tous au sol. Ce petit nombre en en partie dû au recrutement du vétéran Darren Sproles par les Eagles lequel inscrit six touchdowns à la course et d'autre part au fait que Chris Polk (en) a été davantage utilisé pour les situations à proximité de la ligne de but lui permettant d'inscrire quatre touchdowns à la course. La meilleure prestation de McCoy survient en 13e semaine lors de la victoire 33 à 10 contre les rivaux de division des Cowboys de Dallas, où il effectue 25 courses pour un gain total de 159 yards et un touchdown.
La réalisation la plus notable de McCoy a été de devenir le meilleur coureur de l'histoire des Eagles, en y gagnant un total de 6 792 yards,. Wilbert Montgomery (en), ancien détenteur du record (ainsi que Brian Westbrook et Steve Van Buren, respectivement classés deuxième et troisième), avait mis huit saisons à compiler les yards qu'il avait, tandis qu'il n'en a fallu que six à McCoy.

#### Bills de Buffalo (2015-2019)

##### 2015
Le 3 mars 2015, après la fin de son contrat avec les Eagles de Philadelphie, il est échangé contre Kiko Alonso aux Bills de Buffalo.

##### 2019
Le 31 août 2019, McCoy est libéré  par les Bills lors de la sélection de l'effectif final.

#### Chiefs de Kansas  City ( 2019)

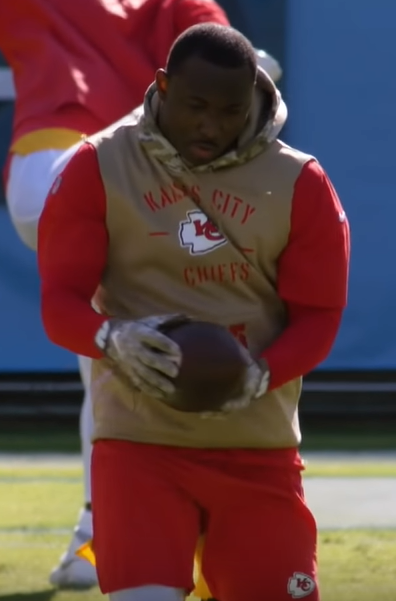
LeSean McCoy en 2019.

Le 31 août 2019 McCoy signe un contrat d'un an pour un montant de 3 millions de $ avec un bonus éventuel d'un million en fonction de ses performances avec les Chiefs de Kansas City. Il rejoint ainsi Andy Reid (son ancien entraîneur principal chez les Eagles) et Sammy Watkins (ancien coéquipier chez les Bills). Lors du premier match de la saison avec les Chiefs contre les Jaguars de Jacksonville, McCoy gagne 81 yards en 10 portées. Il réussit également une réception pour un gain de 12 yards.
En 3e semaine contre les Ravens de Baltimore (victoire 33-28), McCoy effectue huit courses pour un gain cumulé de 54 yards et un touchdown. Il réussit trois réceptions pour un gain de 26 yards et un touchdown supplémentaire. McCoy est ensuite utilisé sporadiquement comme remplaçant de Damien Williams et Darrel Williams (en), son entraîneur Reid prenant en compte son âge. Il termine la saison régulière avec 465 yards et quatre touchdowns lors de ses 101 courses avec 28 réceptions pour un gain supplémentaire de 181 yards et un touchdown. Il ne jouera qu'un seul snap lors des playoffs alors que les Chiefs remportent le Super Bowl LIV.
McCoy est classé meilleur coureur NFL de la décennie au nombre de yards gagnés à la course avec 10 434 yards.

#### Buccaneers de Tampa Bay (2020)
Le 30 juillet 2020, McCoy signe un contrat d'un an avec la franchise des Buccaneers de Tampa Bay.
Il fait ses débuts avec les Buccaneers lors du match d'ouverture de la saison régulière de l'équipe le 13 septembre (défaite 23 à 34 contre les Saints de La Nouvelle-Orléans). Dans l'ensemble, McCoy a eu un rôle très limité en raison de la profondeur de l'unité des running backs, qui comprenait Ronald Jones II, Leonard Fournette et Ke'Shawn Vaughn (en). En dix matchs, il totalise dix courses pour un gain cumulé de 31 yards et 15 réceptions pour un gain supplémentaire de 101 yards en dix matchs.
Il remporté son deuxième Super Bowl, ironiquement contre Kansas City, son ancienne équipe, mais n'a pas joué au cours de ce match. Il devient ainsi le quatrième joueur de l'histoire de la NFL à remporter deux Super Bowls consécutifs, le deuxième Super Bowl étant remporté contre son équipe précédente.

#### Retraite
Il prend sa retraite sportive le 1er octobre 2021, après avoir signé un contrat d'un jour avec les Eagles.

### Style de jeu
McCoy est considéré comme un « scat back » (running back  particulièrement rapide et insaisissable), réputé insaisissable, capable de changer brusquement de direction en courant souvent de manière « est-ouest » de façon similaire à d'autres arrières insaisissables tels que la Hall of Famer Barry Sanders qu'il considérait comme son joueur préféré pendant sa jeunesse. La maniabilité de McCoy lui a permis d'éviter en grande partie les coups constants subis par les « arrières puissants » qui vont directement au contact, prolongeant ainsi sa longévité dans la ligue,.

### Statistiques
| Année  | Équipe                  | MJ  |       | Courses | Courses | Courses | Courses |       | Passes réceptionnées | Passes réceptionnées | Passes réceptionnées | Passes réceptionnées |  | Fumbles | Fumbles |
| Année  | Équipe                  | MJ  | Nb.   | Yards   | Moy.    | TD      | Nb.     | Yards | Moy.                 | TD                   | Nb.                  | Perdus               |  |         |         |
| 2009   | Eagles de Philadelphie  | 16  | 155   | 637     | 4,1     | 4       | 40      | 308   | 7,7                  | 0                    | 2                    | 1                    |  |         |         |
| 2010   | Eagles de Philadelphie  | 15  | 207   | 1 080   | 5,2     | 7       | 78      | 592   | 7,6                  | 2                    | 2                    | 1                    |  |         |         |
| 2011   | Eagles de Philadelphie  | 14  | 260   | 1 274   | 4,9     | 17      | 47      | 305   | 6,6                  | 3                    | 1                    | 1                    |  |         |         |
| 2012   | Eagles de Philadelphie  | 12  | 200   | 840     | 4,2     | 2       | 54      | 373   | 6,9                  | 3                    | 4                    | 3                    |  |         |         |
| 2013   | Eagles de Philadelphie  | 16  | 314   | 1 607   | 5,1     | 9       | 52      | 539   | 10,4                 | 2                    | 1                    | 1                    |  |         |         |
| 2014   | Eagles de Philadelphie  | 16  | 312   | 1 319   | 4,2     | 5       | 28      | 155   | 5,5                  | 0                    | 4                    | 3                    |  |         |         |
| 2015   | Bills de Buffalo        | 12  | 203   | 895     | 4,4     | 3       | 32      | 292   | 9,1                  | 2                    | 2                    | 1                    |  |         |         |
| 2016   | Bills de Buffalo        | 15  | 234   | 1 267   | 5,4     | 13      | 50      | 356   | 7,1                  | 1                    | 3                    | 0                    |  |         |         |
| 2017   | Bills de Buffalo        | 16  | 287   | 1 138   | 4,0     | 6       | 59      | 448   | 7,6                  | 2                    | 3                    | 1                    |  |         |         |
| 2018   | Bills de Buffalo        | 14  | 161   | 514     | 3,2     | 3       | 34      | 238   | 7,0                  | 0                    | 0                    | 0                    |  |         |         |
| 2019   | Chiefs de Kansas City   | 13  | 101   | 465     | 4,6     | 4       | 28      | 181   | 6,5                  | 1                    | 3                    | 2                    |  |         |         |
| 2020   | Buccaneers de Tampa Bay | 10  | 10    | 31      | 3,1     | 0       | 15      | 101   | 6,7                  | 15                   | 0                    | 0                    |  |         |         |
| Totaux | Totaux                  | 170 | 2 457 | 11 102  | 4,5     | 73      | 518     | 3 898 | 7,5                  | 16                   | 25                   | 14                   |  |         |         |

| Année  | Équipe                 | MJ |     | Courses | Courses | Courses | Courses |       | Passes réceptionnées | Passes réceptionnées | Passes réceptionnées | Passes réceptionnées |  | Fumbles | Fumbles |
| Année  | Équipe                 | MJ | Nb. | Yards   | Moy.    | TD      | Nb.     | Yards | Moy.                 | TD                   | Nb.                  | Perdus               |  |         |         |
| 2009   | Eagles de Philadelphie | 1  | 5   | 24      | 4,8     | 0       | 1       | 9     | 9,0                  | 0                    | 0                    | 0                    |  |         |         |
| 2010   | Eagles de Philadelphie | 1  | 12  | 46      | 3,8     | 0       | 4       | 36    | 9,0                  | 0                    | 1                    | 0                    |  |         |         |
| 2013   | Eagles de Philadelphie | 1  | 21  | 77      | 3,7     | 1       | 4       | 15    | 3,8                  | 0                    | 0                    | 0                    |  |         |         |
| 2017   | Bills de Buffalo       | 1  | 19  | 75      | 4,0     | 0       | 6       | 44    | 7,3                  | 0                    | 0                    | 0                    |  |         |         |
| Totaux | Totaux                 | 4  | 57  | 222     | 3,9     | 1       | 15      | 104   | 6,9                  | 0                    | 1                    | 0                    |  |         |         |